# 바우안
바우안(민난어 백화자: bah-oân, 한자: 肉圓, 국어 병음: ròuyuán 러우위안[*], 한자음: 육원)은 대만의 길거리 음식이다. 장화 루강 지역의 바우안이 유명하며, 현지에서는 바후에(민난어 백화자: bah-hôe, 한자: 肉回, 국어 병음: ròuhuí 러우후이[*], 한자음: 육회}로도 불린다.

## 같이 보기
- 껑우안